# Irene Lisboa
Irene do Céu Vieira Lisboa (Arruda dos Vinhos, 25 de diciembre de 1892 - Lisboa, 25 de noviembre de 1958) fue una novelista, cuentista, poeta, ensayista y escritora educativa portuguesa. Especialmente por su obra de ficción, se convirtió en una figura destacada de la literatura portuguesa moderna.
Adoptó seudónimos para escribir sus opiniones: João Falco, Manuel Soares y Maria Moira.

## Trayectoria
Irene Lisboa nació en Quinta da Murzinheira en el municipio portugués de Arruda dos Vinhos. Provenía de un entorno muy rico y creció en la finca familiar donde nació. Asistió a la Escola Normal Primeira de Lisboa y se graduó de la escuela secundaria en el internado del Convento do Sacramento. Después de sus estudios en Lisboa, estudió pedagogía en Bélgica, Francia y Suiza. En Ginebra, estudió en el instituto educativo y entre sus profesores se encontraba Édouard Claparède.
Luego trabajó como docente e inspectora escolar antes de convertirse en funcionaria del Instituto para la Alta Cultura.
Lisboa utilizó varios seudónimos: Manuel Soares para sus obras educativas y João Falcó para sus primeras obras literarias y gran parte de su poesía como escritoras no fue generalmente aceptada en ese momento. Sin embargo, aunque en algunas de sus obras aparece un seudónimo masculino, el tono de la obra revela que la narradora es una mujer.
De 1926 a 1958, además de varios trabajos académicos sobre pedagogía, publicó poemas, cuentos, novelas, libros para niños y ensayos literarios. También contribuyó a varias revistas portuguesas. Su literatura fue bien recibida tanto en Portugal como en Brasil. El poeta y crítico literario Jorge de Sena la consideró una de las "más grandes escritoras portuguesas por la incomparable originalidad de su estilo y personalidad".
Compartió su vida con una mujer llamada Aida. Murió en Lisboa el 25 de noviembre de 1958, un mes antes de cumplir 66 años. Los restos de la escritora fueron trasladados, el 13 de enero de 2013, del cementerio de Ajuda, en Lisboa, al cementerio de Arruda dos Vinhos.

## Reconocimientos
En 1989, fue nombrada Comandante de la Orden de la Libertad. Se le dedicó un busto en su ciudad natal. A ella está dedicada una calle, Rua Irene Lisboa, en Lisboa, cerca de la Base Aérea de Alverca. 

## Obra
- 1943: Apontamentos, escritos parecidos a un diario
- 1940: Começa uma vida, relato autobiográfico
- 1942: Esta ciudade! , reportaje
- 1958: Título qualquer servir reportaje
- 1965: Solidão, escritos parecidos a un diario

### Textos
- 1942: A psychologica do desenho infantil, labor educativa.
- 1944: Educaçao, obra educativa.